# Коста Адамовић
Коста Адамовић (Јагодина, Краљевина Србија, 18. јул 1886 — 1955, Београд) био је дивизијски генерал.

## Биографија
Завршио је шест разреда гимназије у Крагујевцу. Ступио је у 36. кл. Ниже школе Војне академије 1. октобра 1903. и завршио је, као трећи у рангу 1907. Био је слушалац Више школе Војне академије од 1911. до 1912. и од 1920. до 1921. Унапријеђен је у чин инжињерског потпоручника 27. августа 1907, поручника 5. маја 1911, капетана  класе 6. априла 1913, капетана  класе 6. априла 1915, мајора 20. априла 1919, потпуковника 30. априла 1923, пуковника 17. децембра 1927. и бригадног генерала 3. априла 1935.
Као инжињерски поручник и капетан  класе, био је ађутант жељезничке команде од 17. септембра 1912. до 20. јуна 1913. Од 20. јуна 1913. до 1. августа исте године био је командир 10. чете пионирског полубатаљона Дунавске дивизије II позива, као капетан  класе, и на том је положају остао и као капетан  класе, све до реорганизације војске на Крфу.
Од реорганизације до 1. октобра 1916. био је командир 1. чете дунавског пионирског полубатаљона као инж. кап. I класе. Од 1. октобра 1916. до демобилизације, 1920, био је командант I пионирског батаљона, као инжињерски мајор. Дана 5. маја 1920. постављен је за команданта I техничког батаљона жељезничке команде. Од 1. децембра 1920. до 1. децембра 1921. био је на Вишој школи Војне академије.
Године 1921. постаје приправник за генералштабну службу у Главном генералштабу. Од 6. марта 1923. до 10. новембра 1925. био је на службио у Генералштабном одјељењу Министарства војске и морнарице. Од 1925. до 1928. био је начелник штаба команде Дравске дивизијске области. Године 1928. постављен је за шефа оперативног одсјека Генералштабног одјељења Министарства војске и морнарице, а 1931. за команданта 56. пјешчадијског пука. Наредне године, тачније 15. јула 1932, постављен је за шефа I одсјека I одјељења, на ком положају је остао до 31. јануара 1933, када је постављен за вршиоца дужности начелника штаба у инспекцији Земаљске одбране. Налазио се на положају начелника Генералштабног одјељења Министарства војске и морнарице.
Учествовао је у ратовима од 1912. до ослобођења, гдје је показао видне војничке способности као инжињерски официр. Одликован је: Сребрном медаљом за ревносну службу, Златном медаљом за храброст, Медаљом за војничке врлине, Белим орлом са мачевима V реда (два пута), орденом св. Саве IV, св. Саве III реда, оредном белгијске Круне официрског реда, Полонија Реститута официрског и командирског реда, орденом Белог лава III степена и Румунском круном III степена.
Преминуо је 1955. у Београду.

## Извор
- Овај чланак, или један његов део, изворно је преузет из Илустроване војне енциклопедије: Срећковић, Боривоје М. (1936). „АДАМОВИЋ КОСТА” (PDF). Илустрована војна енциклопедија (PDF). I. Београд.